# Championnat de Slovénie féminin de hockey sur glace
Le Championnat de Slovénie de hockey sur glace féminin est la plus haute ligue de hockey sur glace en Slovénie féminine.

## Équipes
- HDK Terme Maribor
- HK Triglav Kranj
- Olimpija Ljubljana Celje

## Palmarès
- 2010 : HDK Terme Maribor
- 2009 : Maribor-Alfa
- 2008 : HDK Terme Maribor
- 2007 : HDK Terme Maribor